# Capo Engaño (Repubblica Dominicana)
Capo Engaño (dallo spagnolo inganno) è un capo situato nel punto più orientale dell'isola di Hispaniola a circa 200km da Santo Domingo, capitale della Repubblica Dominicana, vicino al promontorio di punta Cana.
La località è nota per i pericolosi scogli che la circondano.